# 寶貝 (松鼠狗)
寶貝是香港馬主周巧兒曾經飼養過的一隻松鼠狗。周巧兒於2020年2月25日確診2019冠状病毒病（下稱“該病”），而她的松鼠狗寶貝於三日後被檢測出對严重急性呼吸系统综合征冠状病毒2（下稱“該病毒”）呈弱陽性反應。寶貝於3月4日被漁農自然護理署證實已低程度感染該病毒，並於翌日確診患上該病，成為全球首宗狗隻患病及人傳狗的該病病例。寶貝於3月14日獲交還予周巧兒，惟寶貝於交還的兩日後（2020年3月16日）離世，終年17歲。由於周巧兒拒絕為寶貝驗屍，寶貝的死因因此不明。漁農自然護理署在3月26日表示，寶貝對該病毒的最新血清測試結果呈陽性反應，正式證實寶貝曾受該病毒感染。

## 受感染前
17歲的寶貝於2002年出生，在世時與其主人周巧兒同住於大坑瑞士花園，患有長期病患，需服食心臟及腎病的藥物。寶貝於2019年12月最後一次到見獸醫，而周巧兒每個月都會到跑馬地獸醫診所為寶貝取藥。寶貝的主人周巧兒曾繪畫一幅寫有「寶貝」二字的松鼠狗畫，而周巧兒也曾經抱著寶貝一起拍照。

## 受感染
寶貝的主人周巧兒是該病在香港的疫情中的第85位確診病人。周巧兒於2020年2月20日發病，發病後多次求醫私家醫生，並在同月25日確診該病。同月27日，寶貝接受對該病毒的病毒檢測結果呈弱陽性反應，而寶貝在同月28日及3月2日進行的檢測仍對該病毒呈弱陽性反應。世界卫生组织在2月28日表示將與香港政府合作了解測試結果及如何照顧這些動物。
漁農自然護理署於3月4日證實寶貝已低程度感染該病毒，並於翌日公佈寶貝為全球首宗狗隻患病的該病病例。寶貝亦為該病在全球的首宗人傳狗感染個案。寶貝當時沒有任何相關病徵，並於港珠澳大橋香港口岸動物居留所接受檢疫。漁農自然護理署當時表示，其會為寶貝進行密切監察及反覆測試，待測試結果呈陰性後方會把寶貝交還予周巧兒。世界衛生組織對於寶貝確診患上該病表示關注，並稱會跟香港政府研究有關情況，以了解寶貝是否受感染。

## 交還及離世
漁農自然護理署後來連續於3月12日及13日為寶貝再次進行病毒檢測，而寶貝在該兩日均對該病毒呈陰性反應。因此，漁農自然護理署在同月14日交還寶貝予周巧兒。漁農自然護理署表示，其將會再安排寶貝進行抽血測試，以確認寶貝的體內是否有該病毒的抗體。3月17日，漁農自然護理署表示從周巧兒得悉寶貝於同月16日離世，而周巧兒表示並不願意為寶貝進行驗屍確定死因。同月20日，漁農自然護理署助理署長（檢驗及檢疫）薛漢宗表示，其曾與專家研究，認為寶貝受該病毒感染機會大，但因寶貝獲交還予周巧兒前的兩次病毒測試均呈陰性反應，加上寶貝非常年邁及本身已有長期病患，故認為寶貝的死因並非該病。同月26日晚上，漁農自然護理署表示，其於3月3日從寶貝採集的血液樣本，經香港大學世界衞生組織參考實驗室的血清学測試後，最終結果為陽性，代表寶貝的血液中存有對該病毒的抗体，從而證實寶貝確實曾感染該病毒。